# Juan Leonardi
San Juan Leonardi (Diecimo, 1541 – Roma, 9 de octubre de 1609).

## Biografía
Estudió la carrera de farmacéutico. 
Ordenado sacerdote en 1572, se consagró a la formación cristiana de las personas de su parroquia de Lucca, después fundó una Compañía de la doctrina Cristiana. 

### Fundación de la Orden
En 1574, funda una comunidad encargada de trabajar en la profundización de la fe y la devoción.
Trabaja con esta comunidad en extender el culto a María, la devoción de las 40 Horas y la comunión frecuente. Esta fundación de Clérigos Regulares de la Madre de Dios recibe la aprobación del Papa Pablo V en 1614. Juan Leonardi sigue su trabajo en Roma en donde se hace amigo de San Felipe Neri
El Papa, viendo sus cualidades de discernimiento lo emplea en diversas tareas delicadas como la reforma de la Congregación Benedictina de Montevergine. Juan Leonardi funda enseguida con Jan Bautista Vives el seminario de la Propagación de la Fe.
Muere en 1609 cuando atendía a sus hermanos durante la epidemia de la influenza que cubría a Roma.
La regla definitiva de su comunidad no fue publicada hasta 1851. A su muerte, deja dos casas de Clérigos de la Madre de Dios: una en Lucca y la otra en Roma. Otras tres fueron abiertas en el siglo XVII.
Beatificado en 1861 y canonizado en 1938. Su fiesta es el 9 de octubre. Fue elegido Patrón de los Farmacéuticos el 8 de agosto de 2006.

## Fuente
Encyclopédie des Saints et de la Sainteté, Hachette